# Rosa Welt-Straus

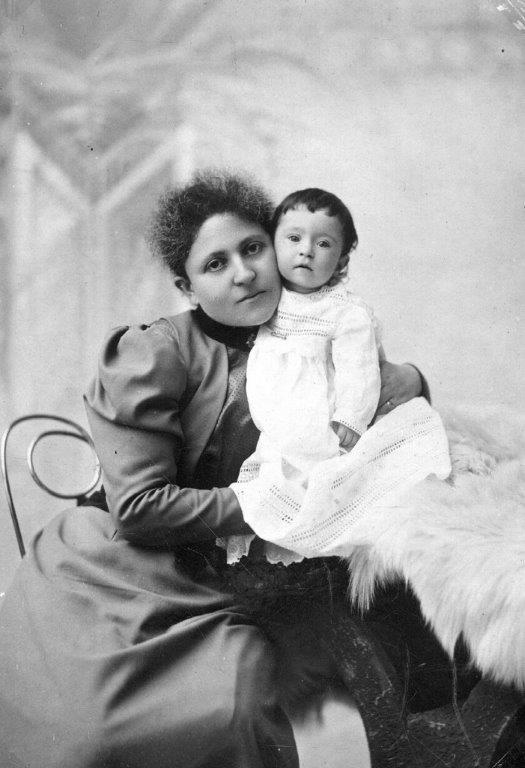
Rosa Welt-Straus mit Tochter Leonora „Nellie“ 1893

Rosa Welt-Straus (* 24. August 1856 in Czernowitz, Bukowina; † 15. Dezember 1938 in Genf) war eine österreichische Ärztin, Vereinsfunktionärin, Suffragette und Feministin.

## Leben
Sie wuchs zusammen mit ihren drei Schwestern Ida (1879–1950), Leonora (1859–1944) und Sara (1860–1943) als Tochter jüdischer Eltern auf. Neben dem Schulbesuch wurde sie hauptsächlich von ihrem Vater Sinai Welt (1834–1882) und Karl Emil Franzos unterrichtet. 1873 bestand sie die Matura mit Auszeichnung. Die Eltern zogen nach Wien, um der Tochter ein Medizinstudium zu ermöglichen. Da die Universität Wien die Aufnahme verweigerte, studierte sie ab 1874 in Bern und promovierte dort 1878. Leonora und Sara studierten ebenfalls Medizin, Ida Chemie. Zurück in Wien besuchte Rosa weitere Vorlesungen, vor allem Augenheilkunde, und hospitierte im Rothschild-Spital. Anschließend arbeitete sie in einer Entbindungsklinik in Dresden. In Wien war sie als Mitarbeiterin für den Verein für erweiterte Frauenbildung tätig. Die Familie ließ sich danach in Genf nieder, von wo Rosa Welt 1882 nach Amerika auswanderte. Sie arbeitete in Folge lange Jahre als Augenärztin und -chirurgin in der Augenklinik und der Augenabteilung der Frauenklinik in New York. Sie heiratete in New York den Geschäftsmann Louis Straus (1859–1907). Am 16. Mai 1892 wurde Tochter Leonora „Nellie“ (1892–1933) geboren.
Neben ihrer beruflichen Tätigkeit war Welt-Straus im Kampf um das Frauenwahlrecht in New York aktiv und unterstützte die von Carrie Chapman Catt, Marie Stritt, Anita Augspurg und Käthe Schirmacher gegründete International Woman Suffrage Alliance (IWSA) (ab 1926 International Alliance of Women). 1904 nahm sie als Mitglied der amerikanischen Delegation am ersten Kongress der IWSA teil. In Folge besuchte sie die Kongresse der Organisation regelmäßig.
1919 ließ sich Welt-Straus mit ihrer Tochter Nellie in Palästina nieder und wurde innerhalb von zwei Monaten nach ihrer Ankunft zur Vorsitzenden der ersten landesweiten neu gegründeten Organisation Hebräischer Frauen für Rechtegleichstellung in Eretz Israel (הִסְתַּדְּרוּת נָשִׁים עִבְרִיּוֹת לְשִׁוּוּי זְכוּיּוֹת בְּאֶרֶץ יִשְׂרָאֵל Histadrūt Naschīm ʿIvrijjōt lə-Schiwwūj Schūjōt bə-ʾEretz Jisraʾel, englisch Union of Hebrew Women for Equal Rights in Erez Israel) des Jischuvs (Gemeinschaft jüdischer Palästinenser) gewählt, eine Position, die sie bis zu ihrem Tod innehatte. Vermutlich waren ihre Kontakte zur amerikanischen Bewegung und zur IWSA ausschlaggebend für ihre Wahl.
Im September 1919 veröffentlichte die Zeitung Haʾaretz einen Brief, in dem Welt-Straus über amerikanische Jüdinnen schrieb, die zusammen mit anderen Frauen am Kampf für das Wahlrecht der Frauen in den Vereinigten Staaten teilnahmen und die sich sicher seien, dass in Eretz Israel ein solcher Kampf nicht nötig sei. Entgegen dieser Annahme erwies sich die Umsetzung des Frauenwahlrechtes auch in ihrer neuen Heimat als langwierig und schwierig. Im Juli 1920 reiste Welt-Straus nach London, um an der Versammlung teilzunehmen, in der die Women’s International Zionist Organisation (WIZO) gegründet wurde. Später im selben Jahr vertrat sie die Union of Hebrew Women for Equal Rights in Erez Israel auf dem Kongress der International Woman Suffrage Alliance (IWSA) in Genf. Sie vertrat die IWSA in internationalen Komitees und nahm an allen Kongressen teil.
Als erfahrenes Mitglied der IWSA war Welt-Straus Vertreter im Genfer Mandatsausschuss und in der Koalition von neun internationalen Frauenorganisationen, die vom Völkerbund gegründet wurden. Ziel dieser Koalition war es, eine Lösung für die Staatsangehörigkeitsprobleme zahlreicher Frauen auf der ganzen Welt zu finden, deren Staatsbürgerschaft nach ihrer Auswanderung von Männern in den Ländern abhängig war, in denen sie jetzt lebten. Dieses Problem hatte in Palästina zusätzliche Bedeutung, da verheiratete berufstätige Frauen bei der britischen Administration keinen Antrag auf Nachzug ihrer Familien nach Palästina stellen konnten, weil nicht ihre Berufstätigkeit, sondern nur die Beschäftigung ihrer Ehemänner anerkannt wurde. Die Anrufung der Union of Hebrew Women an die Mandatsbehörden wurde mit der Begründung abgelehnt, dass nach jüdischem Recht das Gehalt einer Frau ihrem Ehemann gehöre. Im Jahr 1926 verließen die Charedim (ultraorthodoxe Juden), Gegner der Frauenrechte, die es vorgezogen hatten, sich nicht einem Referendum zu stellen, die Repräsentantenversammlung des Jischuvs in Palästina (1920–1949), und in diesem Jahr wurde eine offizielle Erklärung abgegeben (von der Mandatsregierung im Jahr 1927 ratifiziert), in der sie die „Gleichberechtigung von Frauen in allen Lebensbereichen des Jischuv“ – bürgerlich, politisch und wirtschaftlich, zusicherte.
Ihre letzten Jahre verbrachte Welt-Straus bei ihrer Familie in Genf. 1938 wurde sie auf dem Jüdischen Friedhof von Veyrier im Schweizer Kanton Genf beigesetzt.